# Ocejo
Ocejo es una localidad del municipio de Luena (Cantabria, España). En el año 2024 contaba con una población de 14 habitantes (INE). La localidad se encuentra a 230 metros de altitud sobre el nivel del mar, y a 10,5 kilómetros de la capital municipal, San Miguel de Luena.
- Datos: Q6048403